# XPNAV-1
XPNAV-1, также называемый Пульсар (кит. трад.  脉冲星试验卫星, пиньинь Màichōng xīng Shiyan Weixing) — первый в мире навигационный спутник, осуществляющий навигацию на основе рентгеновского излучения пульсаров (англ. X-ray pulsar-based navigation, сокр.XPNAV). Разработан и создан в Китае. С помощью оборудования спутника планируется регистрация сигналов от 26 рентгеновских пульсаров и создание на их основе навигационной базы. При использовании данных, накопленных спутником в течение 5—10 лет, впоследствии можно будет определять местоположение космического корабля в дальнем космосе без связи с Землёй. Спутник 5-го исследовательского института Китайской ассоциации по науке и технике весит более 200 килограммов и оснащён двумя детекторами. В рамках миссии будет проверено функционирование детекторов в условиях фонового шума Вселенной.

## Запуск спутника
Запуск был произведён 10 ноября в 07:42 по пекинскому времени или 9 ноября в 23:42 UTC. Для выведения на орбиту использовалась лёгкая твердотопливная ракета-носитель «Чанчжэн-11» (CZ-11 № Y2). Для запуска с космодрома Цзюцюань была использована стартовая площадка для твердотопливных ракет № 2. Запуск производился из транспортно-пускового контейнера, смонтированного на самоходном колёсном шасси. Адаптация ракеты-носителя под запуск спутника XPNAV-1 заняла менее полугода. Это второй запуск ракеты-носителя «Чанчжэн-11» и первый, осуществлённый по заказу частной компании.
Основной целью запуска было выведение на орбиту спутника XPNAV-1. Попутно на орбиту выводились несколько космических аппаратов: Сяосян-1 (кит. упр. 潇湘一号, пиньинь Xiāoxiāng-1), Лишуй-1 (кит. упр. 丽水一号), Пина-2 (кит. упр. 皮纳二号, пиньинь Pínà-2), а также KAS-2T (кит. упр. 梦想一号) и комплект научной аппаратуры KS-1Q, смонтированные на последней ступени ракеты-носителя. В новостных сообщениях агентства Синьхуа о дополнительной нагрузке ничего не сообщалось.
Длительность выведения на орбиту составила около десяти минут. Стратегическое командование США зафиксировало XPNAV-1 (и ещё три объекта) на солнечно-синхронной орбите с параметрами:
- Наклонение — 97,41°
- Апогей — 526,2 км
- Перигей — 503,2 км
- Период обращения — 94,74 мин

## Спутник

### Название
Официальное название спутника «Экспериментальный спутник по пульсарам» (кит. упр. 脉冲星试验卫星, пиньинь màichōngxīng shìyàn wèixīng, палл. майчунсин шиянь вэйсин) (англ. X-ray pulsar-based navigation, сокр.XPNAV). Данное название было озвучено за несколько дней до запуска. До этого название включало термин «навигация», который был исключён под давлением научной общественности.

### Цели
Основной целью проекта заявлена проверка возможности автономной навигации, основанной на новых принципах: ориентирование в Солнечной системе (и окрестностях) с использованием сигналов пульсаров с миллисекундным периодом. Традиционные способы основываются на анализе доплеровского смещения радиосигнала приходящего от космического аппарата и прогнозирования его положения и параметров движения на основе расчётов. Такой способ достаточно точен, но требует использования земных ресурсов и времени, увеличивающегося по мере удаления космического аппарата от Земли. Для навигации с помощью пульсаров предлагается использовать сигналы небесных тел, движение которых относительно Солнца достаточно изучено. Теоретически достаточно обработать сигналы от трёх известных пульсаров, а использование четвёртого сигнала позволит определять точное время. Точность определения местоположения в пространстве повышается с увеличением частоты регистрируемого сигнала. Именно это условие подталкивает исследователей к использованию сигналов рентгеновских пульсаров, имеющих миллисекундные периоды.
Первой попыткой использовать пульсары для навигации был эксперимент USA (англ. Unconventional Stellar Aspect), который проводился на космическом аппарате ARGOS (англ. Advanced Research and Global оbservation Satellite), запущенном в 1999 году. В этом эксперименте регистрируемое излучение позволяло определять точное время, угловую скорость вращения спутника и его местоположение (с малой точностью) по заходу источника излучения за горизонт.
В июне 2017 года NASA доставило на МКС комплект аппаратуры NICER, который должен был обеспечить проведение эксперимента SEXTANT. В рамках эксперимента планируется регистрация рентгеновского излучения пульсаров прибором XTI (привязка по времени обеспечивается GPS). Ожидается, что при 14 суточном эксперименте точность определения орбиты МКС составит 10 километров, а с привлечением методов компьютерного моделирования точность достигнет 5 километров.
В 2009 году «главный конструктор научной системы миссии» — научный руководитель и вдохновитель проекта XPNAV-1 — Шуай Пин совместно с сотрудниками «Лаборатории космической техники имени Цянь Сюэсэня» опубликовал книгу «Принципы и методы системы навигации по рентгеновским пульсарам», в которой обосновал принципы будущей миссии. Проект был предложен в 2014 году.
В 2015 году Шуай Пин отмечал, что при двухсуточном экспонировании детектора площадью 1 м² возможно определение характеристик движения аппарата с точностью до 60 м, а скорости до 0,004 м/с. Но уже 8 октября 2016 года, официально представляя проект, Шуай Пин отмечал, что точность измерений позволяет определять положение межпланетной станции с точностью до десяти метров.

#### Критика проекта
20 октября 2016 года Чжан Шуаннань (Институт физики высоких энергий Китайской академии наук) отмечал, что навигация по пульсарам является теоретической концепцией, но не направлением практической деятельности. Также он подчёркивал, что реальная точность позиционирования составит от единиц до десятков километров, а сам спутник представляет собой шаг назад на фоне уже проведённых исследований. Одновременно Чжао Мин (Шанхайская обсерватория Китайской АН), усомнившись в достижимости десятиметровой точности позиционирования, отмечал, что для космической навигации требуется решить большое количество научных и технических проблем, а сами исследования нужно проводить вдали от гравитационного воздействия Земли.
Под действием критики из названия миссии было удалено слово «навигация», хотя в заявлении Государственного управления по оборонной науке, технике и промышленности (8 ноября 2016 года) было отмечено: возражения против космических проектов не удивляют и не требуют принятия мер, поскольку находятся в рамках нормальной научной дискуссии.

### Конструкция
Разработчиком XPNAV-1 является Лаборатория космической техники имени Цянь Сюэсэня Китайской космической академии космической техники; научный руководитель проекта — Шуай Пин; административный руководитель и главный конструктор — Сюэ Лидзюнь. Изготовитель аппарата — Шэньчжэньская аэрокосмическая компания «Дунфанхун».
Одной из особенностей разработки и производства аппарата является использование компонентной базы промышленного уровня и закупка готовых коммерческих блоков. Весь цикл изготовления занял всего 10 месяцев, что объясняется применением «короткого цикла» проектирования, производства и испытания спутника.

Демонстрация принципа коллиматорного детектирования

Конструкция аппарата представляет собой параллелепипед массой 243 кг. На спутнике установлены два рентгеновских детектора. Первый — HTPC (англ. High time-resolution photon counter) — детектор коллиматорного типа смонтированный на плате с активной площадью 2400 см². Коллиматор ограничивает поле зрения двумя градусами. Разрешение по времени 100 наносекунд, диапазон энергии от 1 до 10 кэВ. Второй — TSXS (англ. Time-resolved soft X-ray spectrometer — имеет фокусирующую систему косого падения с рентгеновскими зеркалами диаметром 17 см. Данный детектор обеспечивает разрешение по времени 1,5 мкс и энергетическое разрешение 180 эВ@5,9 кэВ в диапазоне энергии от 0,5 до 10 кэВ.
Система питания спутника основана на одной солнечной батарее, состоящей из двух секций. Из-за недостаточной производительности солнечной батареи детекторы не могут работать одновременно. Жизненный цикл спутника рассчитан на один год.
Спутник ориентирован по трём осям. Система ориентации позволяет позиционировать приборы с точностью до двух угловых минут и удерживать их в такой ориентации до 90 минут.
19 октября 2016 спутник был доставлен самолётом на космодром. Для транспортировки спутника с завода на космодром был разработан специальный контейнер с системой кондиционирования воздуха и поддержания микроклимата. Конструкция контейнера изолирует спутник от внешних вибрационных, магнитных и других воздействий. Внутри поддерживается температура 20—25°С и постоянное давление.

## Цели эксперимента
Эксперимент ставит перед собой несколько целей:
- Первая цель — подтверждение работы детекторов в условиях орбитального полёта.
- Вторая цель — регистрация сигнала от пульсара PSR B0531+21, расположенного в Крабовидной туманности, а также четырёх двойных рентгеновских систем; определение динамики изменения сигнала в течение эксперимента.
- Третья цель — наблюдение трёх пульсаров, которые использовались в статье 2015 года: PSR B0531+21, PSR B1821-24, B1937+21; создание предварительной базы данных для проверки возможности навигации по пульсарам.

## Ход эксперимента
Наблюдения начались 17 ноября 2016 года. К февралю 2017 года спутник смог зафиксировать три объекта: PSR B0531+21, PSR B0540-69 и PSR B1509-58. Например, на июнь 2017 года пульсар PSR B0531+21 (Крабовидная туманность) наблюдался детектором TSXS 162 раза. При этом средняя продолжительность наблюдения составила 39 минут. Всего было зарегистрировано 5824511 фотонов в диапазоне от 0,5 до 10 кэВ, со средней частотой 15,4 регистраций в секунду. Таким образом первая из поставленных целей (подтверждение работы детекторов в реальных условиях полёта) достигнута.